# Amtsgericht Bad Säckingen

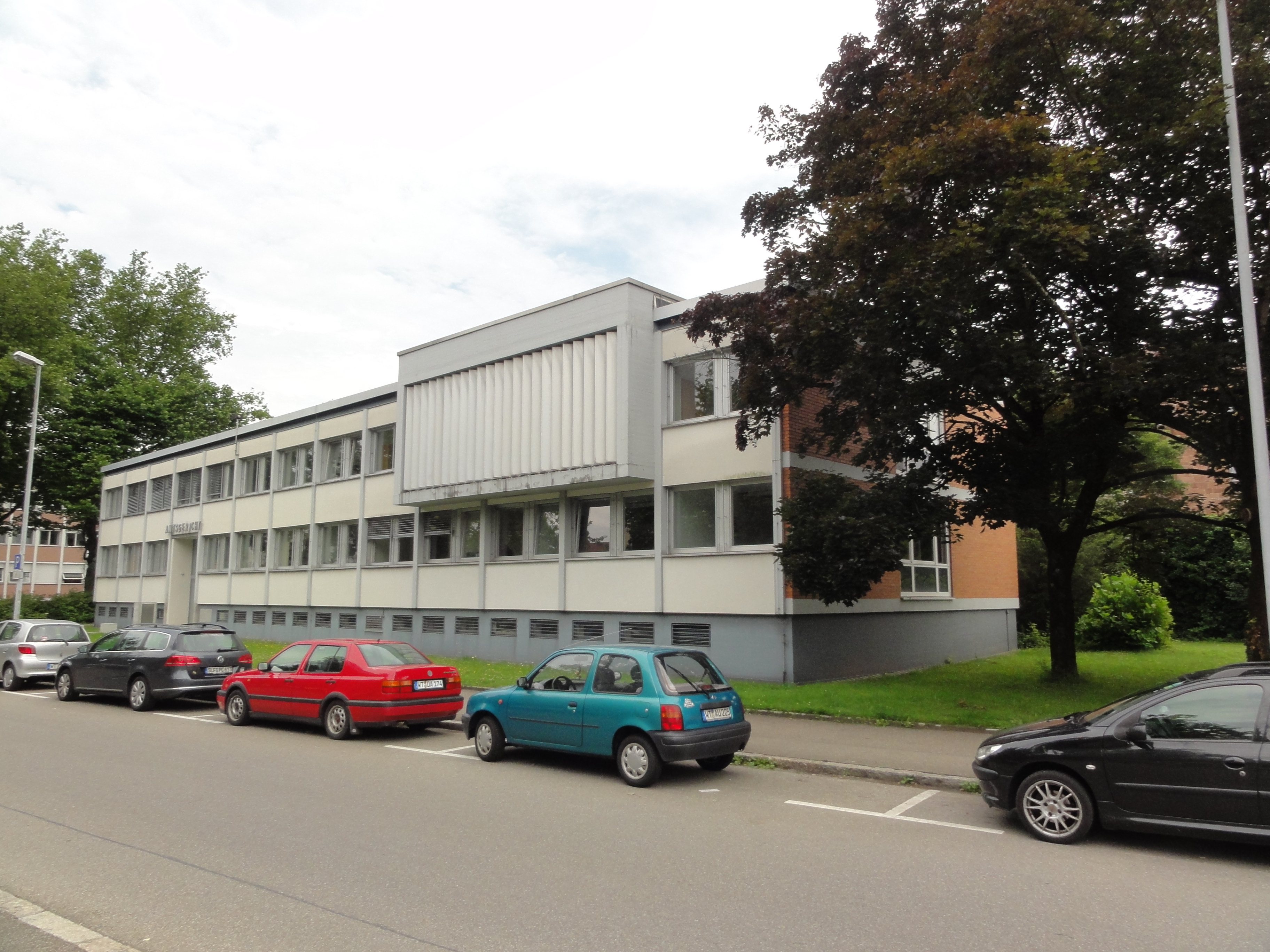
Außenansicht des Dienstgebäudes

Das Amtsgericht Bad Säckingen ist ein Gericht der ordentlichen Gerichtsbarkeit in Baden-Württemberg und eines von fünf Amtsgerichten im Bezirk des Landgerichtes Waldshut-Tiengen. 

## Gerichtssitz und -bezirk
Das Amtsgericht hat seinen Sitz in Bad Säckingen, Hauensteinstraße 9. Der Gerichtsbezirk umfasst die Gemeinden Bad Säckingen, Wehr, Laufenburg, Murg, Herrischried und Rickenbach. 

## Zuständigkeit
Das Gericht ist erstinstanzliches Gericht in Zivil-, Betreuungs-, Vereins-, Güterrechtsregister- und Strafsachen. Die Zuständigkeit für die Handels-, Genossenschafts- und Partnerschaftsregister liegen jedoch beim Amtsgericht Freiburg im Breisgau.
In Familiensachen und Strafsachen, die vor das Schöffengericht gehören, ist es auch für die Bezirke der Amtsgerichte Schönau und Schopfheim zuständig.
Als Vollstreckungsgericht ist das AG Bad Säckingen zuständig für alle Vollstreckungsangelegenheiten, bei denen der Schuldner seinen Wohnsitz im Gerichtsbezirk hat. Jugendschöffengerichts-, Zwangsversteigerungs- und Insolvenzverfahren werden beim Amtsgericht Waldshut-Tiengen bearbeitet.

## Übergeordnete Gerichte
Dem Amtsgericht Bad Säckingen ist im Instanzenzug das Landgericht Waldshut-Tiengen übergeordnet. Zuständiges Oberlandesgericht ist das Oberlandesgericht Karlsruhe.